# Климов, Валерий Валерьевич
Валерий Валерьевич Климов (род. 17 июля 1986, Москва) — российский хоккеист, защитник. Мастер спорта России (2003).

## Биография
Воспитанник московского «Спартака», с сезона 2000/01 играл за вторую команду. В сезоне 2004/05 дебютировал за «Спартак» в Суперлиге, по окончании следующего сезона клуб расстался с ним. В сезоне 2006/07 провёл три матча за «Химик» Воскресенск, после чего завершил карьеру.
На драфте НХЛ 2003 года был выбран в 9-м раунде под общим 282-м номером клубом «Нью-Джерси Девилз».
Окончил МГПУ, детский тренер.